# Pontificia Universidad Católica Madre y Maestra
La Pontificia Universidad Catolica Madre y Maestra (PUCMM) è la prima università privata della Repubblica Dominicana. 
Il campus principale si trova a Santiago de los Caballeros (provincia di Santiago), e ha altri due campus a San Felipe de Puerto Plata (provincia di Puerto Plata) e Santo Domingo (Distrito Nacional).

## Storia
L'università è stata fondata dalla Conferenza Episcopale Dominicana nel 1962. La prima sede è stata costruita a Santiago de los Caballeros come risposta a un crescente bisogno di istruzione e per soddisfare le esigenze educative della regione del Cibao, in particolare a Santiago, la seconda città del paese e un centro importante per l'economia.
I primi corsi erano diritto, educazione e filosofia, per un totale di 60 studenti e 15 professori, sotto il rettorato del primo vescovo di Santiago e poi presidente dell'episcopato dominicano, l'arcivescovo Hugo Eduardo Polanco Brito.
Nel 1987, per celebrare il giubileo d'argento della Università, Sua Santità Giovanni Paolo II ha riconosciuto come l'università come "Cattolica" e "Pontificia".

## Facoltà
L'università è divisa in 4 facoltà:
- Facoltà di Scienze e Lettere: comprende i dipartimenti di Lettere e Filosofia, Architettura, Scienze di base, Teologia, Inglese e Spagnolo come seconda lingua.
- Facoltà di Scienze Sociali e amministrative: comprende i dipartimenti di Hotel Administration, Business Administration, contabilità, marketing, comunicazione di massa, Psicologia, Scienze Giuridiche ed Economia.
- Facoltà di Scienze della ingegneria: comprende i dipartimenti di Ingegneria Civile, Elettromeccanica, Industriale, Sistemi e Informatica, Elettronica e Telematica.
- Facoltà di Scienze della Salute: comprende i dipartimenti di Odontoiatria, Medicina e Chirurgia, Terapia Fisica e il coordinamento di programmi di infermieristica.